# ゴー☆ジャス動画@GameMarket
『ゴー☆ジャス動画』（ゴージャスどうが）は、2014年6月よりYouTube上で、毎日18:00（JST）に動画投稿を行っているゲーム情報バラエティ動画チャンネルである。

## 概要
ライトユーザーに向けて広くゲームを紹介しており、アプリケーションの方で取り扱ったゲームの特典を配布している。動画投稿共有サイトYouTubeにて投稿されており、毎日12:00（不定期）と18:00更新となっている。
芸人である宇宙海賊ゴー☆ジャスが、女性アシスタント陣とともに、時折個性的アイドルや芸人を呼んで様々なゲームを紹介、プレイしている。
MCにゴー☆ジャスを起用した理由はアンチユーザーがほとんどいない上、見た目のインパクトもあり知名度もあったからであった。
新年会の席で小原春香が「またアイドルやりたい」と言った際に、女性アシスタント陣でユニットを組むという話の流れになり、ゴー☆ジャスが「僕が（プロデュースを）やったら、名前は『エレ☆ガンス』です」と言ったことから、女性アシスタント陣を指して「エレ☆ガンス」と命名した。しかし、当のアシスタントの一員である乾曜子は「だっせー名前が（世に）出てしまった」と一蹴している。
基本はMCであるゴー☆ジャスに、女性アシスタント1名、マスコットであるくらゲーというメンバー構成で放送している。また、スタッフである「おいちゃん」や「けんたろー」がゲームに参加することもある。
共演者にはゴー☆ジャス本人の事を「ゴー様」と呼ばせている。

## 番組概要
2014年
- 5月15日にチャンネルが開設され、同月30日に1本目の動画が投稿される。
- 8月31日、この日の放送分からゴー☆ジャスが冒頭で豆知識を言うようになった[5]。

2015年
- 2月23日、この日に投稿された動画内でチャンネル登録者数が10万人を突破したことが発表された[6]。
- 5月30日、「ゴー☆ジャスJr.誕生記念!!『みんなで Happy Game hr.Vol.1 ゴー☆ジャス動画イベント』in YouTube Space Tokyo」と題し、YouTube Space Tokyoで初の公開放送。出演者はゴー☆ジャスとエレ☆ガンスの4人。ゴー☆ジャスの赤ちゃん誕生お祝いメッセージとして仮面女子、オカザえもん、茂木淳一、マックスむらい、HIKAKIN、ゴールデンボンバー、スギちゃん、ヲタルがVTR出演した。定員は100名[7]。また、エレ☆ガンスにとって初の楽曲となる「恋のリセマラ」が発表された[注釈 1]。
- 7月3日、チャンネル登録者数が15万人を突破したことが発表された[8]。
- 12月9日、チャンネル登録者数が20万人を突破したことが発表された[9]。

2016年
- 1月29日、生配信LIVEの「金8！『ゲー夢Night』」を始める[注釈 2]（主に毎週金曜日、20時から2時間程度の放送[注釈 3]）。
- 6月3日、「祝!ゴー☆ジャス動画二周年記念『公開生放送5時間SP』」が、パセラリゾーツ グランデ 渋谷店において行われた。定員は150名。この模様はYouTube LIVE、ニコニコ生放送、LINE LIVEで生配信された[10]。

2017年
- 6月3日、「ゴー☆ジャス動画3周年記念公開生放送イベント『本気出す ゴー☆ジャス』」が、iTSCOM STUDIO & HALL 二子玉川ライズにおいて行われた。定員は280名。この模様はYouTube LIVE、ニコニコ生放送で生配信された[11]。当配信内で、エレ☆ガンスの第2弾楽曲「ときめきすぎてメモリアル」が発表され、翌日にはMVが公開された。
- 6月20日、生配信LIVEの「火ー☆ジャス」がスタート（主に毎週火曜日、20時から1時間程度の放送[注釈 4]）。

2018年
- 3月16日、「金8！『ゲー夢Night』」100回目の配信を迎えた[注釈 5]。同時に、この回をもって約2年間続いた当LIVEが終了した。
- 6月3日、「ゴー☆ジャス動画4周年記念公開生放送イベント」が、iTSCOM STUDIO & HALL 二子玉川ライズにおいて行われた。定員は280名。この模様はYouTube LIVEで生配信された[12]。

2019年
- 6月3日、「ゴー☆ジャス動画5周年記念生放送」が、YouTube LIVEで生配信された[13]。なお、番組マスコットであるイカーンとオケちゃんのドキドキ裏放送も同時生配信された。
- 9月2日、チャンネル登録者数が40万人を突破したことが発表された[14]。

2020年
- 6月3日、「ウーバーイーツパーティーしながらお話しよ6周年記念生放送!」がYouTubeで生配信された[15]。冒頭でキズナの2人が2時間で新ネタを作る企画が発表されスタートした。また、野々宮ミカが芸人枠であることが本人に通達された。

2021年
- 6月3日、「《宣誓》7周年を迎えたゴー☆ジャス動画は、これからも新しい事に挑戦していく事を誓います！7周年記念生放送」がYouTubeで生配信された[16]。

2022年
- 1月27日、ゴージャス動画が乗っ取り被害を受ける[17]。その後、同月31日に乗っ取りは解消され[18]、翌日配信の「火ー☆ジャス」内で乗っ取りから復旧に至るまでの経緯が説明された[19]。
- 6月2日、「8周年記念生放送！～オペレーターたちの挑戦～」がYouTubeで生配信された[20]。
- 7月12日、チャンネル登録者数が50万人を突破。その瞬間は同日の「火ー☆ジャス」内で生配信された[21]。

2023年
- 6月2日、「9周年記念生配信！『ゴジャ☆って ええとも！』」がYouTubeで生配信された[22]。

2024年
- 10月5日、「ゴー☆ジャス動画を今までどうもありがとう！！感謝のオールスター☆4大特別企画★【10周年記念生放送】」がYouTubeで生配信された[23]。

## 出演者

### 船長（MC）
- ゴー☆ジャス

### マスコット
- くらゲー
- イカーン
- オケちゃん（※埼玉県桶川市の同名キャラクターとは異なる）
- クリオネェ
- タートるん
- アザライちゃん

※以下、マスコット化されている当番組のスタッフ
- おいちゃん
- タンくん
- しのぶくん
- ヤマダマン
- BBB栗原

### アシスタント陣

#### エレ☆ガンス
- 乾曜子（2014年6月3日 - ） - よきゅーん
- 高野麻里佳（2014年11月16日 - ） - まりんか
- 小原春香（2014年5月30日 - ） - こはるん
- 古川小百合（2015年1月1日 - ） - さゆりん

#### オペレーター（旧・アシスタント）
- 上矢えり奈（2015年8月28日 - [注釈 6]） - えりにゃん
- 古木のぞみ（2015年11月22日 - [注釈 7]） - のんちゃん
- マジョノカ渚（2016年3月16日 - [注釈 8]） - なぎさま
- 高見奈央（2016年5月23日 - [注釈 9]） - なおすけ
- えなこ（2017年10月31日 - [注釈 10]） - えなこちゃん
- 篠崎こころ（2021年4月5日 - [注釈 11]） - こころちゃん
- 篠原みなみ（2022年12月14日 - ） - みなみちゃん
- 宮本彩希（2022年12月19日 - [注釈 12]）- さきみー
- 秋本帆華（TEAM SHACHI、2023年7月31日 - ） - ほーちゃん
- 春瀬なつみ[注釈 13]（2024年3月5日 - ）- なっぴー
- 谷岸玲那（2024年3月31日 - ） - れなまる

#### 元アシスタント
- 新井愛瞳（2017年12月2日 - 2021年12月30日） - 新井ちゃん

#### 元Vtuberオペレーター
- 天野アリカ（2023年10月27日 - 2024年10月16日）

#### 準レギュラー（芸人枠）
- お侍ちゃん（2015年5月6日 - [注釈 14]）
- 野々宮ミカ（2015年9月17日 - [注釈 15]）
- ザ・たっち[注釈 16]（2015年11月28日 - ）
- さな（2016年3月23日 - [注釈 14]）
- キズナ（武田裕司・小野大樹、2017年7月28日 - [注釈 17]）
- 大嶋洋介（元・超ヘルメット、2019年3月5日 - [注釈 18]）

元準レギュラー
- コネオ・インターナショナル（2020年1月2日 - 2021年1月3日[注釈 19]）

#### ゲスト
- すっぽん大学
- フジタ
- スギちゃん
- くじら
- サイクロンZ
- 桜 稲垣早希
- R藤本
- 及川奈央
- 梨蘭
- 柏木べるくら
- 池田ショコラ
- 似鳥沙也加
- RaMu
- 水沢柚乃
- 吉田早希
- 倉持由香
- 水間友美
- 高田憂希
- 椎名ひかり
- フィッシャーズ（シルクロード、ンダホ、ザカオ）
- KENN
- かおりんご
- みささぎ
- 橘二葉
- YAMATO
- ヨースケ♡サンタマリア
- よしなま
- 石田晴香
- 一ノ瀬みか（元神宿）
- マックスむらい
- ハラミン
- 成田剣
- 伊織もえ
- みゃこ
- やしろあずき
- 置鮎龍太郎
- 金子有希
- 竹田海渡
- メルヘン須長
- ナウピロ
- しろ
- 鷹の爪団
- けんき
- 美希ぽん
- 関根りさ
- 槙尾ユウスケ（かもめんたる）[注釈 20]
- ターザン馬場園
- 中目黒目黒
- M.S.S Project（MSSP）
- 平井善之（アメリカザリガニ）
- 橋本ケンイチ
- HIKAKIN
- ろあ
- 初音
- 川口英之（ホタテーズ）
- 梅木一仁（ハニートラップ）
- ぁみ（ありがとう）
- 島田秀平
- パペットマペット
- 鉄拳
- 藤井ゆきよ
- ちゅうにー（しろくろちゃんねる）
- 桐下愛未（彗星♩dropTune°）
- 紫乃モネ
- 岸田メル
- 菜乃花
- バブリーナ
- ひよしなかよし
- 来栖りん
- YUMI

- 愛原ありさ
- 駒澤清華
- 瀬田さくら（ばってん少女隊）
- 安藤なつ（メイプル超合金）
- えい梨
- 天津飯大郎（てんしん・はんたろう、天津）
- バケモノバケツ委員会（仮面ライアー217、いりぽん先生）
- コヤッキー
- 永田聖一朗
- ちくのぼ
- 麻倉瑞季
- ちなてい
- 三橋くん
- SUSURU TV.
- 可愛いって言わないと呪う！
- 宮野静（CANDY TUNE）
- RYUHEI（BE:FIRST）
- 野田クリスタル（マヂカルラブリー）
- ナナフシギ
- 三拍子
- 葵るり（ukka）
- ぺぺる
- 山本栞
- 茶々茶（chachacha）
- ニシダ（ラランド）
- サワヤン

#### 仮装
- よきゅ♡ジャス
- さな☆ジャス
- さすらいの料理人 豹
- レボ☆ジャス・曜子
- クリス・ゲークラー
- ゴジャゴジャさん
- エンジェルナオ
- マスクドレスラーミカ
- 宇宙侍 さむ●ジャス
- 2代目ゴー☆ジャス（ユメマナコ・ねもよし）
- ゴジャヒコ
- ヨキュンカ
- ナオーラ

## スタッフ
- アザライちゃん
- 梅ちゃん
- おいちゃん
- おーやまん
- くぅちゃん
- けんたろー
- 五右衛門
- しのぶくん
- タンくん
- フジワーラ
- BBB栗原
- ペパミン
- みやこちゃん
- ヤマダマン

## 出演

### イベント
- 東京ゲームショウ（幕張メッセ）
  - 2014（2014年9月18日 - 21日）[24]
  - 2015（2015年9月17日 - 20日）[25]
  - 2016（2016年9月15日 - 18日）[26]
  - 2017（2017年9月24日） - KLabGamesブースに出演[27]。
- AnimeJapan2019（2019年3月23日 - 24日、東京ビッグサイト）- KLabGamesブースに出演[28]。